# 66e parallèle nord
Pour les articles homonymes, voir 66e parallèle.
En géographie, le 66e parallèle nord est le parallèle joignant les points de la surface de la Terre dont la latitude est égale à 66° nord.

## Géographie

### Dimensions
Dans le système géodésique WGS 84, au niveau de 66° de latitude nord, un degré de longitude équivaut à 45,405 km ; la longueur totale du parallèle est donc de 16 346 km, soit environ  40,8% de celle de l'équateur. Il en est distant de 7 322 km et du pôle Nord de 2 680 km,.
Comme tous les autres parallèles à part l'équateur, le 66e parallèle nord n'est pas un grand cercle et n'est donc pas la plus courte distance entre deux points, même situés à la même latitude. Par exemple, en suivant le parallèle, la distance parcourue entre deux points de longitude opposée est 8 173 km ; en suivant un grand cercle (qui passe alors par le pôle nord), elle n'est que de 5 360 km.

### Durée du jour
À cette latitude, le soleil est visible pendant 24h au solstice d'été, et 2 heures et 46 minutes au solstice d'hiver.